# Daimler Buses
Daimler Buses GmbH, anteriormente EvoBus GmbH, es un fabricante alemán de autobuses y autocares con sede en Leinfelden-Echterdingen, Alemania, y una filial propiedad al 100% de Daimler Truck. Sus productos se comercializan bajo las marcas Mercedes-Benz y Setra.

## Historia
En 1995, la división de autobuses de Mercedes-Benz y el fabricante de autobuses Setra se fusionaron bajo el paraguas de EvoBus. Mercedes-Benz aportó más de 100 años de experiencia en la industria de autobuses y autocares, comenzando con la invención del ómnibus por Karl Benz en 1895 en Mannheim.
EvoBus tiene su sede en Stuttgart, Alemania, y su mayor fábrica de autobuses se encuentra en Mannheim, Alemania. También se fabrican autobuses con licencia en Turquía. Los autobuses urbanos, como el Mercedes-Benz O530 Citaro, se fabrican en Mannheim, al igual que el chasis (es decir, el bastidor y el tren de rodaje, como el motor, la transmisión, el eje de transmisión, el diferencial y la suspensión). Sobre el chasis se construye una carrocería para completar los autocares en Ulm/Neu-Ulm, donde se lleva a cabo el ensamblaje final. Otras fábricas de EvoBus se encuentran en Ligny-en-Barrois (Francia) y en Sámano (España). En julio de 2023, EvoBus cambió su nombre a Daimler Buses.
Su cartera de productos incluye:
- Servicios específicos para autobuses, desde seguros y consultoría hasta financiación y adquisición de piezas y accesorios originales. * Red de ventas de vehículos nuevos y usados en Europa.
- Red de servicio.

En 2016, EvoBus contaba con una plantilla de 17.899 empleados. [cita requerida]

## Innovaciones
Desde la década de 1990, EvoBus ha estado experimentando con pilas de combustible de hidrógeno para utilizar el hidrógeno como fuente principal de energía para la propulsión de autobuses.